# 미와촌 (이바라키현 나카군)
미와촌(美和村)은 이바라키현 나카군에 설치되었던 촌이다. 현재의 히타치오미야시에 해당한다.

## 지리
촌역의 대부분은 산지로 덮여 있고 해발 400-500m급의 와시노코 산들로 둘러싸여 있다. 1980년대 토지 이용은 밭이 3.9%, 논이 1.7%로 대부분 산림이었다.

## 역사
- 1956년 히자와촌, 류고촌이 합병해 히자와류고촌이 성립하였다. 당일 히자와류고 촌명을 미와촌은 마을주민들의 공모로 개칭하였다.
- 2004년 10월 16일 - 야마가타정, 오가와촌, 히가시이바라키군 고젠야마촌과 합병해 히타치오미야시가 되어 폐지하였다.

## 교통

### 철도
- 동일본 여객철도 스이군선 (마을 내를 철도 노선은 다니지 않는다.철도를 이용할 경우 가장 가까운 역은 JR 동일본 스이군선 히타치오미야 역.)

### 도로
- 국도 제118호선